# ザ・レスト・オブ・ニュー・オーダー
『ザ・レスト・オブ・ニュー・オーダー』（（The Rest of ）New Order）はイギリスのバンドニュー・オーダーが1995年に発表したベスト・アルバムである。

## 解説
前年にリリースされた『ザ・ベスト・オブ・ニュー・オーダー』に続くベスト・アルバムであるが、本作はオリジナル作品ではなくリミックス作品を集めたものである。
ファクトリー・レコード時代のニュー・オーダーの作品についてはメンバー自身が承諾しない限りリミックス作品のリリースは許されなかった。そのため12インチ・ヴァージョンについても原則彼ら自身が手掛けていた。しかしファクトリー・レコードが破産し移籍を余儀なくされた彼らを受け入れたロンドン・レコードは契約に際して彼らの作品をレコード会社側の判断で自由にリミックス出来るような条件を提示し、彼らはそれを受け入れた。その結果『リパブリック』にも収録された「リグレット」のアンドリュー・ウェザーオールによるリミックス・ヴァージョンやハードフロアによる「ブルー・マンデー」のリミックス・ヴァージョンなど、多くのアーティストやリミクサー、DJによるリミックス作品が誕生した。このアルバムはそれらのリミックス作品から選曲されたものである。

## 収録曲
1. ワールド（パーフェクト・ミックス） World (Perfecto Mix) - 7:27
  - 同曲のシングルにも収録されたリミックス・ヴァージョン。リミックスを手掛けたパーフェクトはポール・オークンフォールドとスティーヴ・オズボーンの2人によるユニット。
2. ブルー・マンデー（ハードフロア・ミックス） Blue Monday (Hardfloor Mix) - 8:35
  - 1995年にリリースされたシングル「ブルー・マンデー 95」にも収録された曲。リミックスはハードフロア。
3. トゥルー・フェイス（シェップ・ペティボーン・リミックス） True Faith (Shep Pettibone Remix)  - 9:02
  - リミックスはシェップ・ペティボーン。このヴァージョンは1988年公開の映画『再会の街/ブライトライツ・ビッグシティ(Bright Lights, Big City)』のサウンドトラック盤にも収録されていた。
4. コンフュージョン（パンプ・パネル・リコンストラクション・ミックス） Confusion (Pump Panel Reconstruction Mix) - 10:12
  - ティム・テイラーとダン・ザマーニによるユニット、パンプ・パネルによるリミックス・ヴァージョン。
5. タッチト・バイ・ザ・ハンド・オブ・ゴッド（ア・ビフ&メンフィス・ミックス） Touched by the Hand of God (A Biff & Memphis Mix) – 10:00
  - リミックスは、ビフ&メンフィス。彼らは、この後ソングライター・チームとしてスパイス・ガールズやカイリー・ミノーグなどにヒット曲を提供することになるリチャード・"ビフ"・スタナードとマット・ロウによる変名ユニットである[1]。
6. ビザール・ラヴ・トライアングル （アーマン・ヴァン・ヘルデン・ミックス） Bizarre Love Triangle （Armand Van Helden Mix） - 8:59
  - リミックスはニューヨークの人気DJ、アーマン・ヴァン・ヘルデン。
7. ルーインド・イン・ア・デイ（K-クラス・リミックス） Ruined In A Day (K-Klass Remix) – 6:13
  - 同曲のシングルにも収録されたリミックス・ヴァージョン。リミックスを手掛けるK-クラスは同じマンチェスター出身。
8. リグレット（ファイアー・アイランド・ミックス） Regret (Fire Island Mix) - 7:07
  - リミックスを手掛けるファイアー・アイランドはテリー・ファーリーとピート・ヘラーによるユニット。
9. エイジ・オブ・コンセント（ハウイ・B・リミックス） Age Of Consent (Howie B Remix) - 5:23
  - エンジニアであるハウイ・バーンスタインことハウイ・Bによるリミックス・ヴァージョン。
10. スプーキー（マギミックス） Spooky (Magimix) - 6:58
  - イギリスのポップ・バンド、フルークによるリミックス・ヴァージョン。

## その他
- 海外では「ブルー・マンデー」のリミックス8曲を収めたボーナスディスクがセットになった2枚組が限定盤として発売されたが、ポリドール（現・ユニバーサルミュージック）が発売した日本盤ではこのボーナスディスク付きは発売されなかった。